# Lucilia rica
Lucilia rica este o specie de muște din genul Lucilia, familia Calliphoridae, descrisă de Shannon în anul 1926. Conform Catalogue of Life specia Lucilia rica nu are subspecii cunoscute.